# Graz Museum

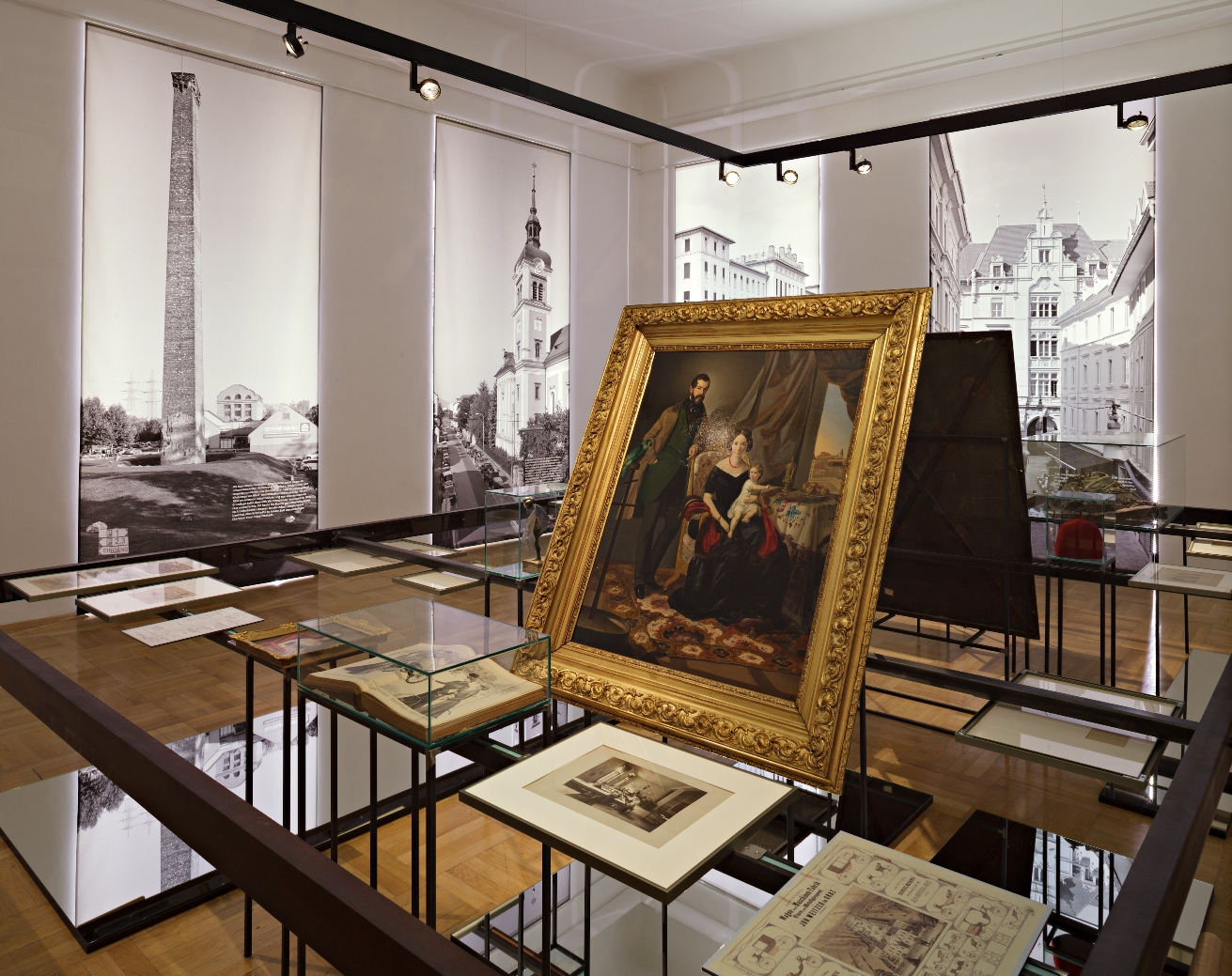
Dauerausstellung 360GRAZ

Dauerausstellung 360GRAZ

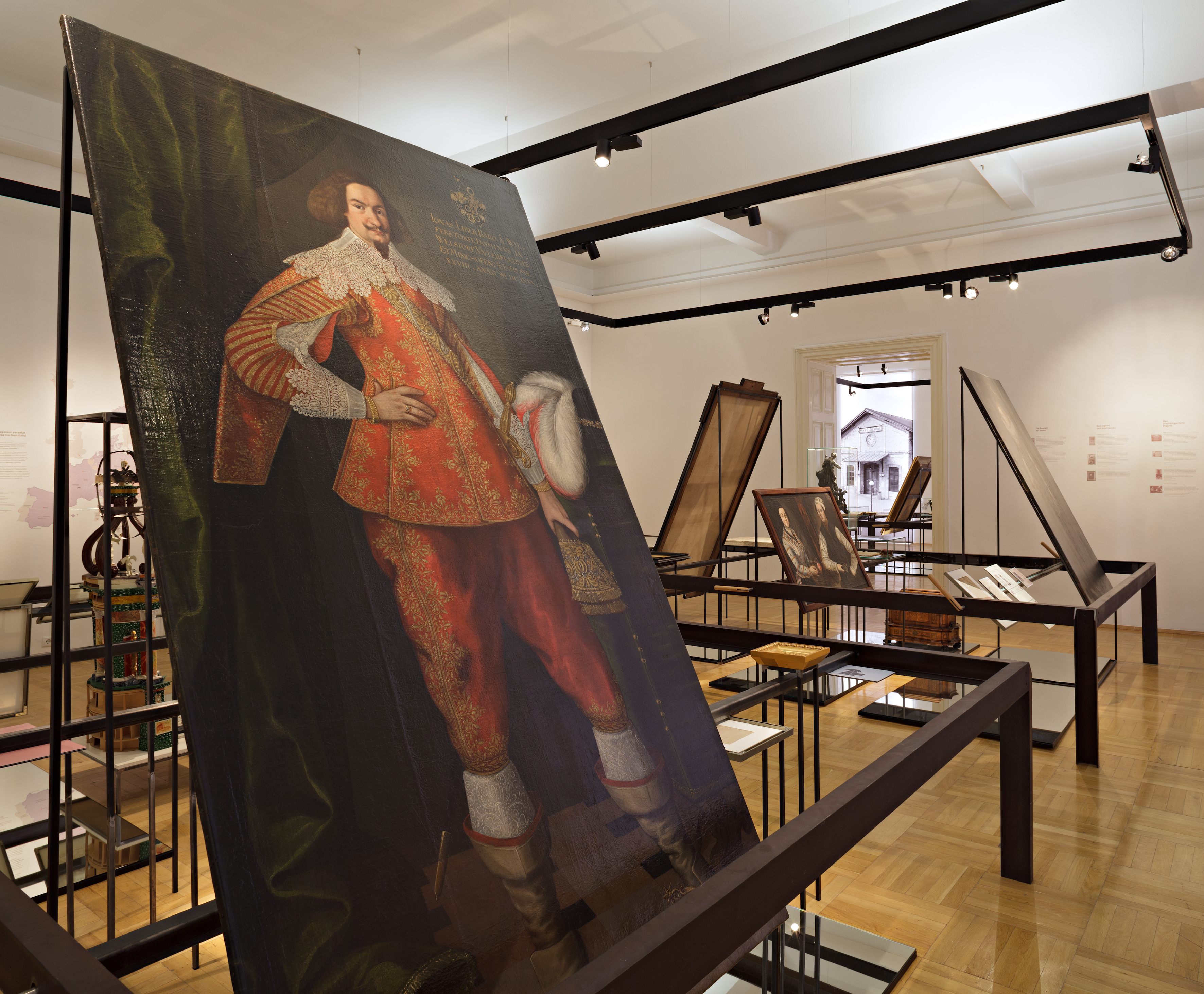
Dauerausstellung 360GRAZ

Das Graz Museum, ehemals Stadtmuseum Graz, in der Sackstraße 18 ist das kulturhistorische Museum der österreichischen Stadt Graz. Die Sammlungen und Ausstellungen setzen sich mit der Stadtgeschichte auseinander und vermitteln diese. Die historische Schausammlung und Dauerausstellung „360GRAZ | Eine Geschichte der Stadt“ zeigt die politische, wirtschaftliche und soziale Geschichte der Stadt Graz. Das Museum befindet sich im barocken Palais Khuenburg, in dem im Jahr 1863 der österreichische Thronfolger Franz Ferdinand von Österreich-Este geboren wurde. Ein weiterer Standort befindet sich auf der Stallbastei nahe dem Gipfelplateau des Grazer Schloßberges.

## Geschichte
Das Stadtmuseum wurde 1928 anlässlich der 800-Jahr-Feier von Graz von der Stadtverwaltung, vom Landesmuseum Joanneum, der Karl-Franzens-Universität, der Technischen Universität und dem Steiermärkischen Landesarchiv als Historisches Museum der Stadt Graz gegründet. Erst zehn Jahre nach seiner Gründung – Sammlungsobjekte befanden sich bislang in Schachteln verpackt in unzulänglichen Depots sowie in Räumen des Rathauses – wurden dem Museum 1938 Ausstellungsräume im Palais Attems in der Sackstraße 17 zur Verfügung gestellt. 1951 wurde es Teil des Landesmuseums Joanneum und übersiedelte in das Schloss Eggenberg, kehrte jedoch 1969 wieder in die Innenstadt und an die Stadtgemeinde zurück. Die Exponate bestanden damals aus historischen Objekten und Kunstgegenständen der Stadt, hinzu kamen Ankäufe und Schenkungen.
Nach 44 Jahre währenden räumlichen Provisorien fand das Stadtmuseum 1972 einen Platz im Palais Khuenburg in der Sackstraße 18. Dort bemühte man sich, neben der umfassenden Vermittlung der Stadthistorie – aufbauend auf der 1982 eröffneten Schausammlung – um eine Wiederaufnahme der bislang eher bescheidenen Sammlungstätigkeit. Unter der Leitung von Gerhard M. Dienes, der das Museum 15 Jahre führte, wurde in den Jahren 1995 bis 1997 das Haus modernisiert und mit Ausstellungen wie „Wasser“, „trans lokal. Neun Städte im Netz“ und „Die Gesetze des Vaters“ der Fokus auf den Sonderausstellungsbetrieb gelegt.
2005 wurde das Museum unter Leitung von Otto Hochreiter aus der städtischen Verwaltung in die Stadtmuseum Graz GmbH, die im Alleineigentum der Stadt Graz ist, ausgegliedert. Auch nach der Ausgliederung steht die Institution im 100%igen Alleineigentum der Stadt Graz. Aus dem ehemaligen Grazer Stadtmuseum wurde im Herbst 2012 das Graz Museum, das auch weit über die regionalen Grenzen Anerkennung fand. 2014 gehörte es zu den nominierten Museen beim European Museum of the Year Award. Im Jahr 2020 wurde am Standort des ehemaligen Garnisionsmuseums auf der Stallbastei des Grazer Schloßbergs die Expositur Graz Museum Schlossberg eröffnet. Diese wurde 2021 mit dem Architekturpreis des Landes Steiermark ausgezeichnet, sowie für den European Museum of the Year Award 2023 als einziges österreichisches Museum nominiert und schließlich mit einer Special Commendation ausgezeichnet. 2024 wurde dem Graz Museum der Österreichische Museumspreis zuerkannt. In der Begründung der Jury fanden dabei die Ausstellungen „Jüdisches Leben in Graz“ (2022), „Protest! In Graz von 1945 bis heute“ (2023) und „Habitat Graz“ (im Rahmen des Jahresthemas von 2024 „Stadt Natur“) besondere Erwähnung.
Seit dem Jahr 2014 ist das Stadtarchiv Graz, das weiterhin seinen behördlichen Auftrag wahrnimmt, Teil der Stadtmuseum Graz GmbH. Seither wird die periodische wissenschaftliche Schriftenreihe Historisches Jahrbuch der Stadt Graz, welche im Jahr 1968 durch Maria Schaffler, der damaligen Leitung des Stadtmuseums begründet wurde, durch die Stadtmuseum Graz GmbH herausgegeben. Weiters besteht mit der Gesellschaft der Freunde des Graz Museums seit 1968 ein Unterstützungsverein für die Einrichtung.
Leitung
- 1929–1940: Robert Meeraus
- 1941–1945: Fritz Klabinus
- 1945–1964: Eduard Andorfer
- 1965–1970: Maria Schaffler
- 1970–1990: Wilhelm Steinböck
- 1990–2005: Gerhard M. Dienes[1]
- 2005–2022: Otto Hochreiter[1]; ab 2006 Vizedirektorin Sibylle Dienesch[10]
- ab 1. Jänner 2023: Sibylle Dienesch[11]

## Dauerausstellung „360GRAZ| Die Stadt von allen Zeiten“
Die historische Schausammlung und Dauerausstellung „360GRAZ | Die Stadt von allen Zeiten“ zeigt die politische, wirtschaftliche und soziale Geschichte der Stadt Graz in einer offenen Form. In diesem thematisch und chronologisch geordneten Schaudepot wird die Geschichte von Graz dargestellt. Je nach Interesse kann entlang von Themen durch alle Epochenräume gewandert oder sich in eine bestimmte Epoche vertieft werden.
Eröffnet wurde die historische Schausammlung im Mai 2012. 2014 wurde sie für den Europäischen Museumspreis 2014 nominiert. Im Mai 2015 wurde sie aktualisiert und überarbeitet.
Die Geschichtskonstruktion in „360GRAZ“ stellt Fragen und beleuchtet diese aus unterschiedlichen Perspektiven: aus der europäischen, aus jener der Stadtentwicklung oder jener der Geschlechtergeschichte.
„360GRAZ | Die Stadt von allen Zeiten“ gliedert sich in vier epochale Themenkreise:
1. Die geschlossenen Stadt von 1128 bis 1600.
2. Die offene Stadt von 1600 bis 1809.
3. Die explodierende Stadt von 1809 bis 1914.
4. Die suburbanisierte Stadt von 1914 bis heute.

## Dauerausstellung „Schloßberg-Utopien“
Diese Ausstellung zeigt eines der wichtigsten Stücke der Sammlung des Museums: Das 1805 angefertigte große Modell des Grazer Schloßberges von Anton Sigl vor der Zerstörung der Befestigungen unter Napoleon.

## Apothekenmuseum
Im Innenhof befindet sich die pharmazie-historische Sammlung.

## Postkartensammlung Graz Museum Online
Das Graz Museum besitzt eine Postkartensammlung von 9.000 Exponaten mit Ansichten der Stadt Graz, die online zugänglich sind.

## Ausstellungsstücke (Auswahl)

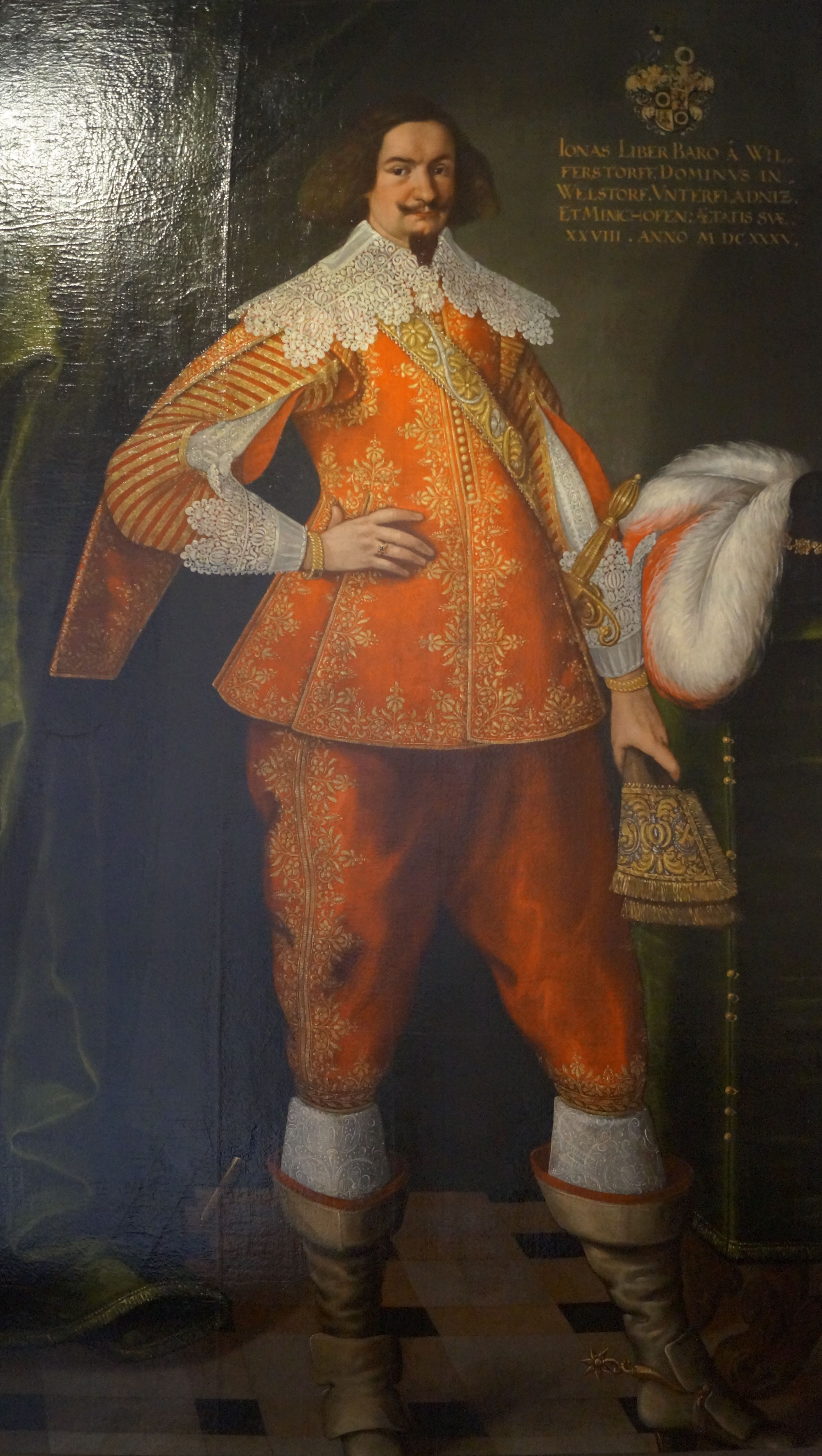
Jonas von Wilferstorf
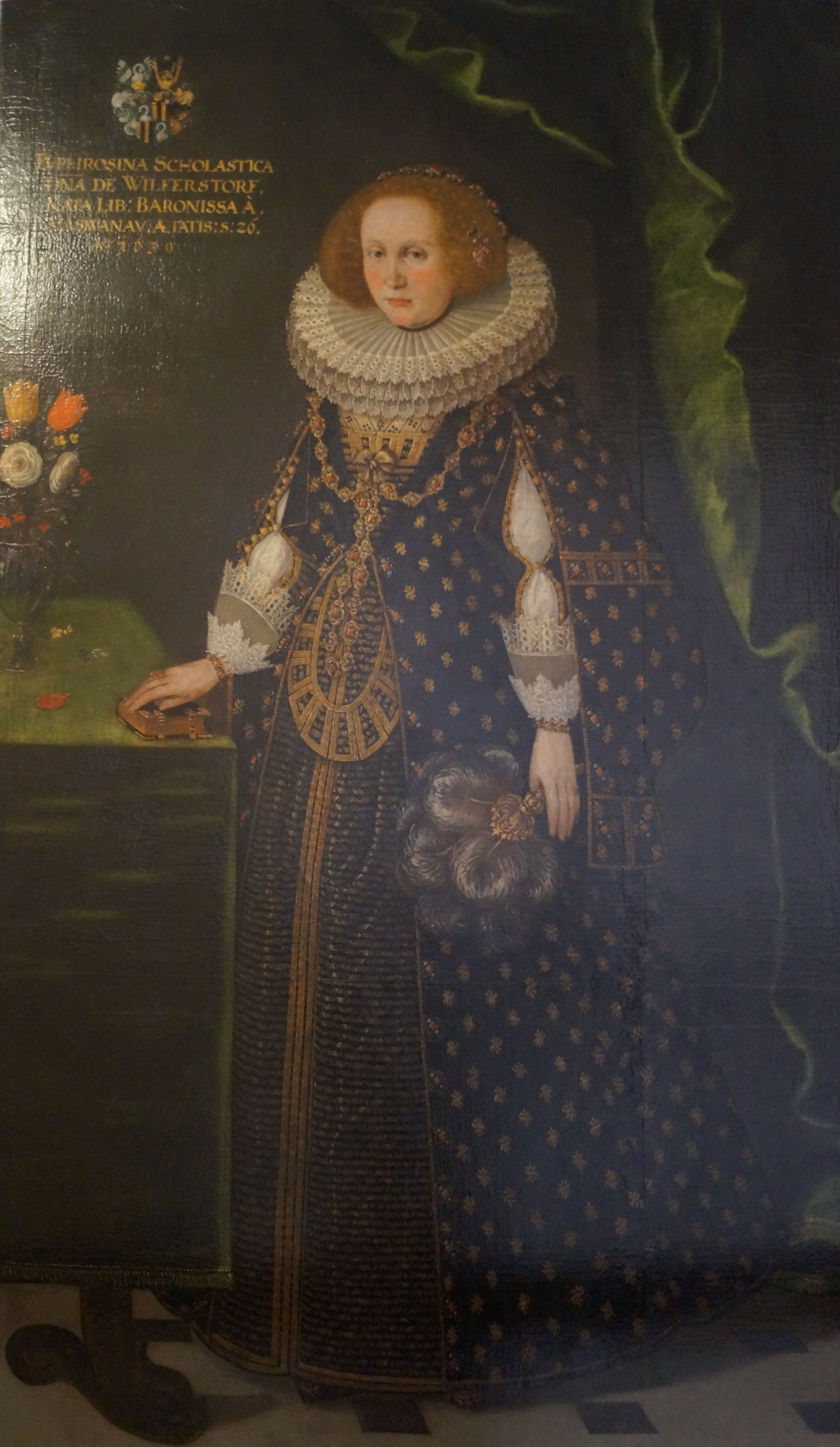
Euphrosina von Wilferstorf
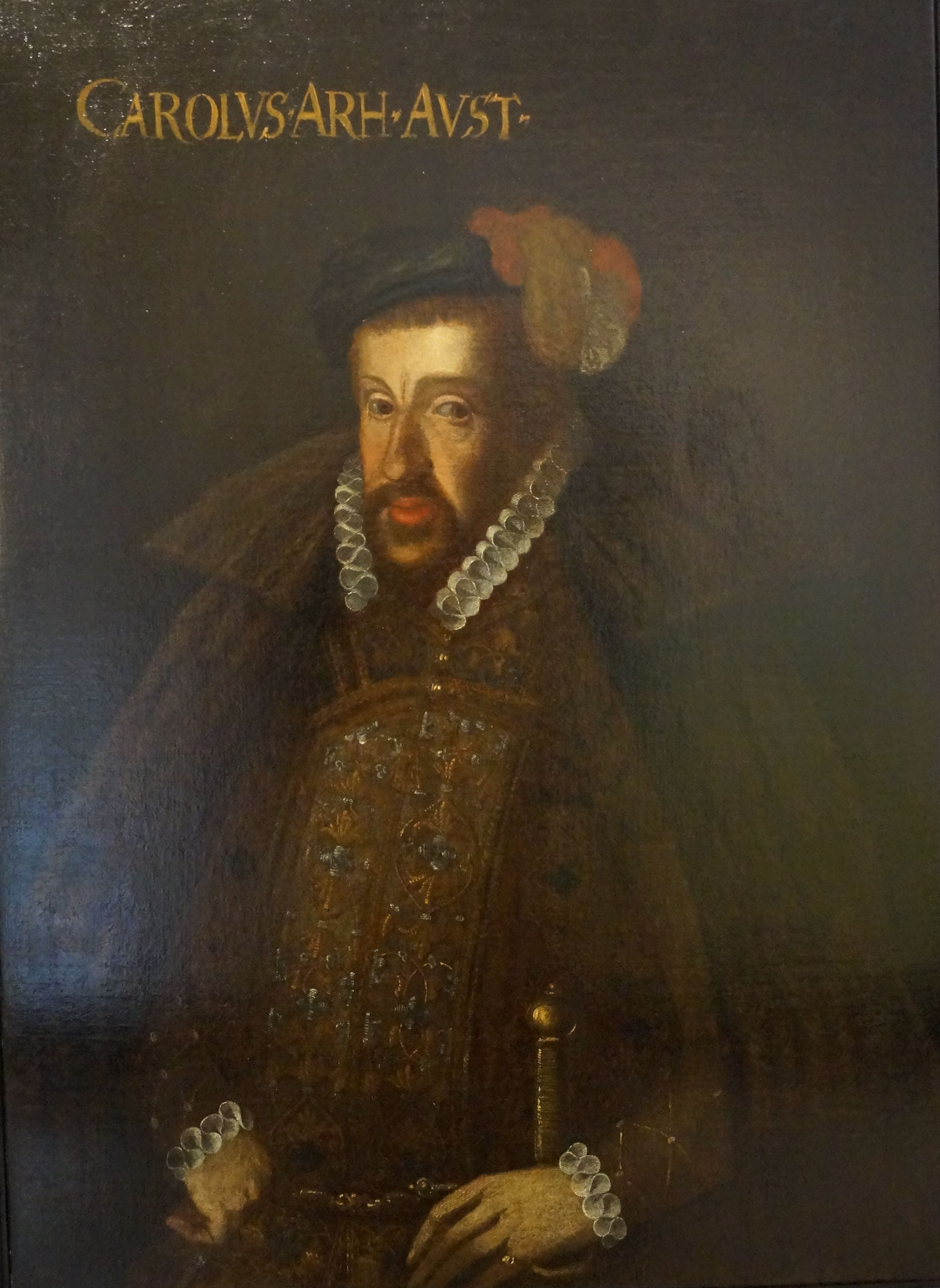
Erzherzog Karl II.
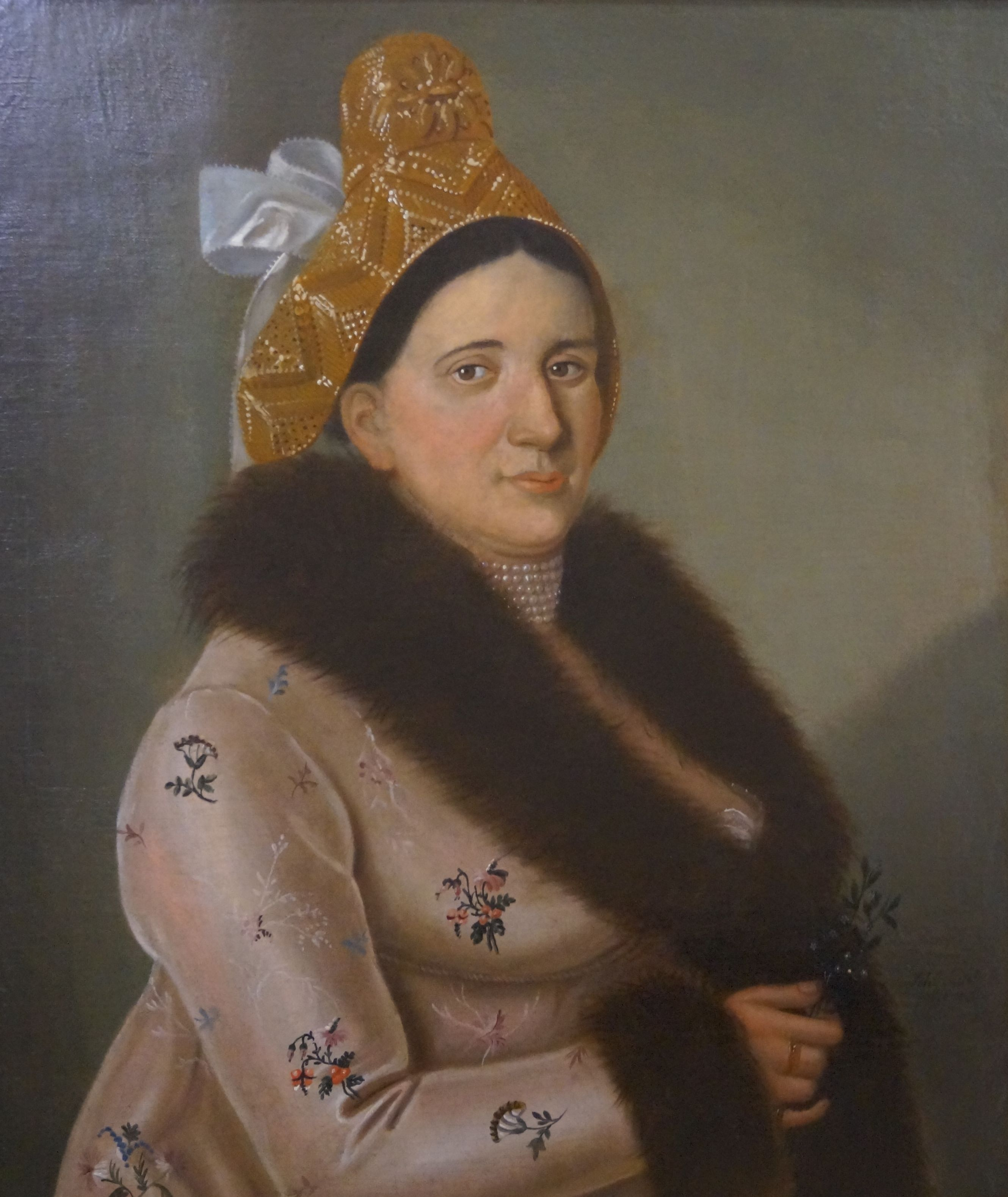
Maria Anna Remschmidin
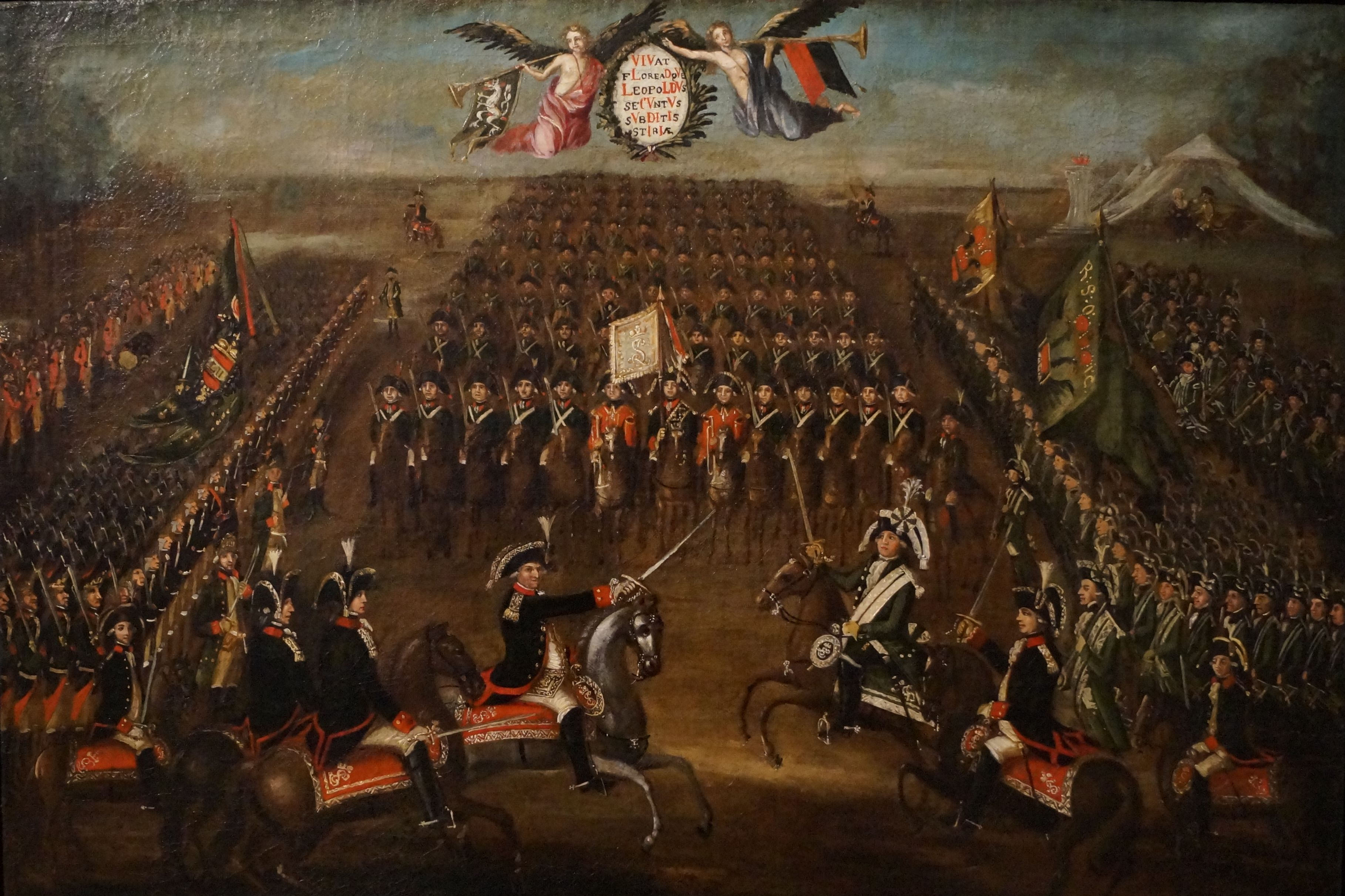
Grazer Bürgerkorps um 1790
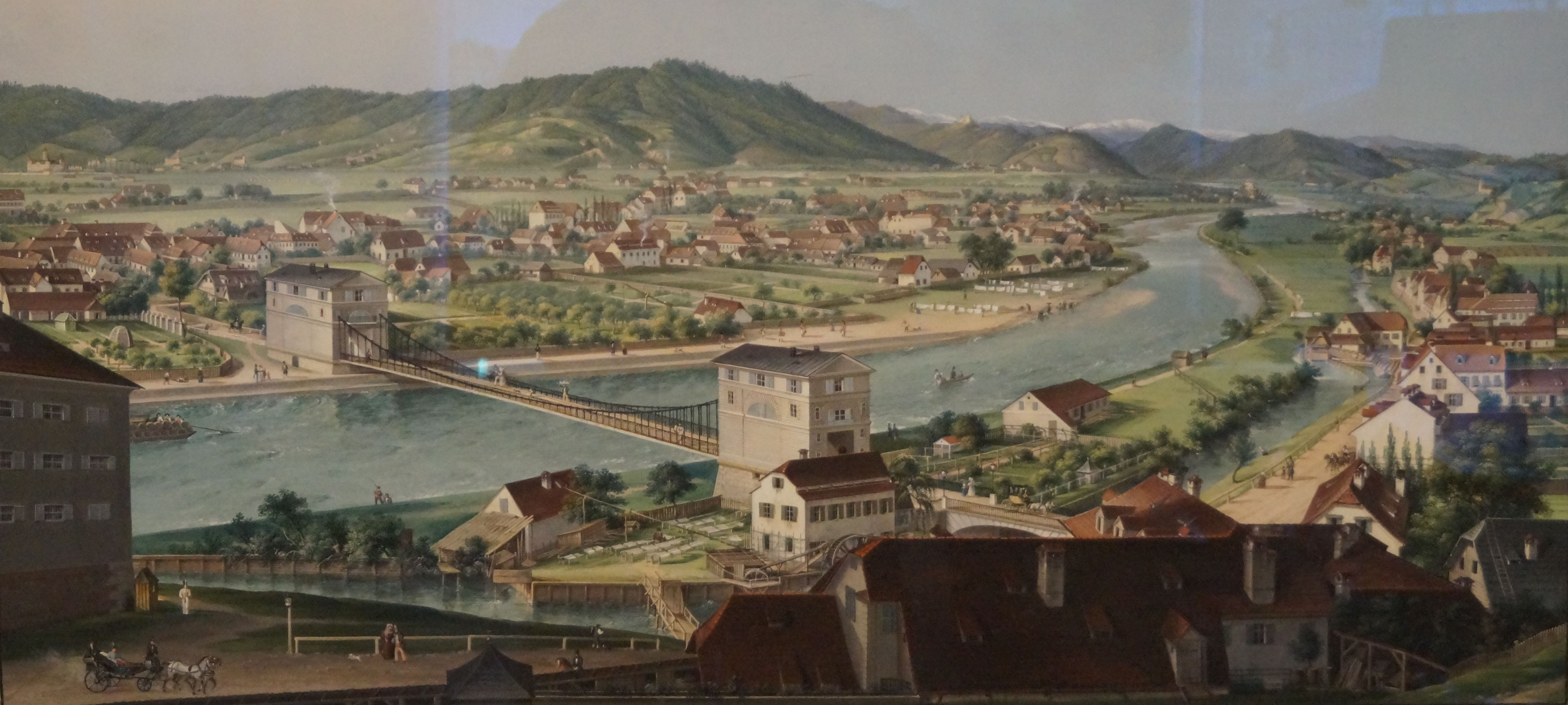
Kettenbrücke nach Plänen von Johann Jäckl
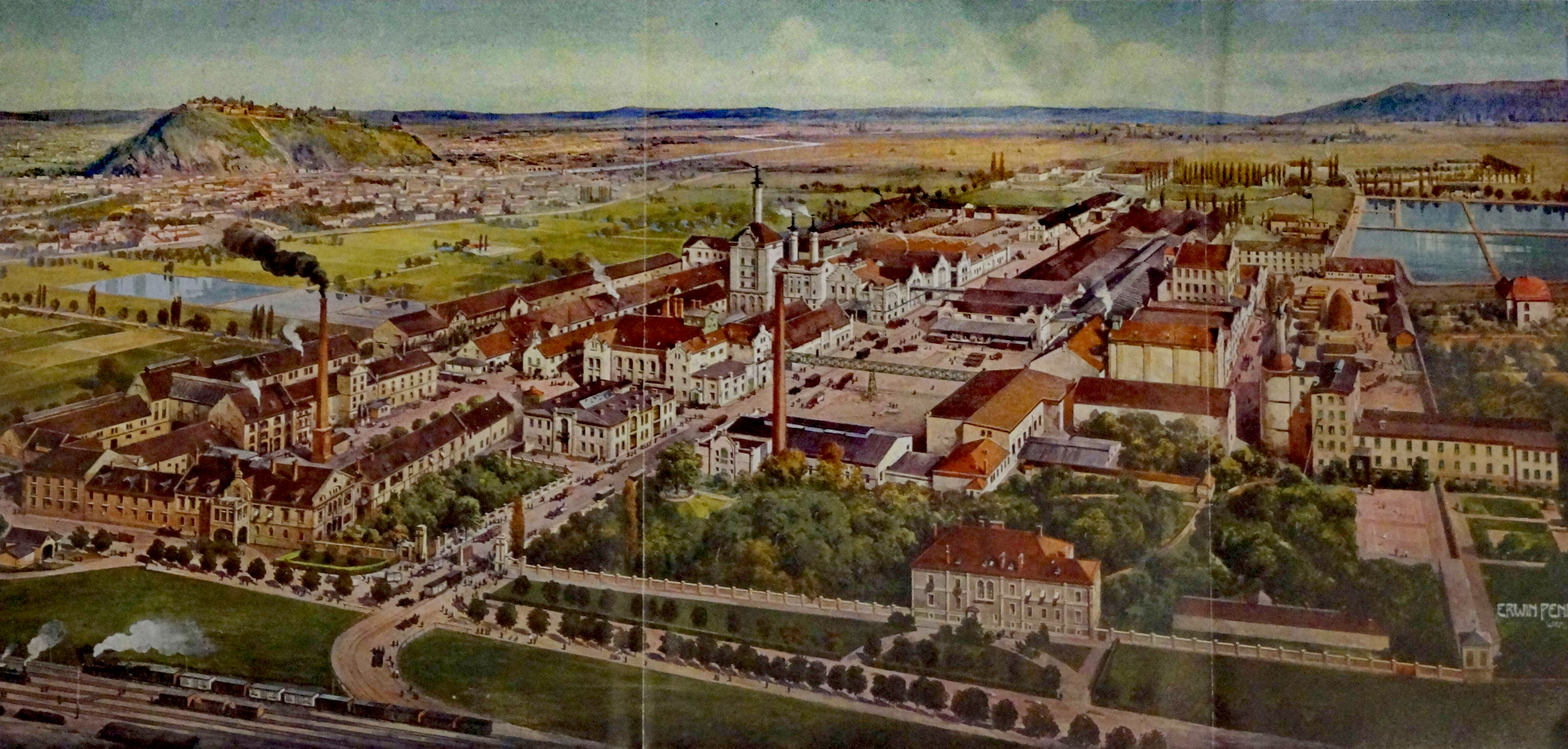
Brüder Reininghaus, Graz-Steinfeld
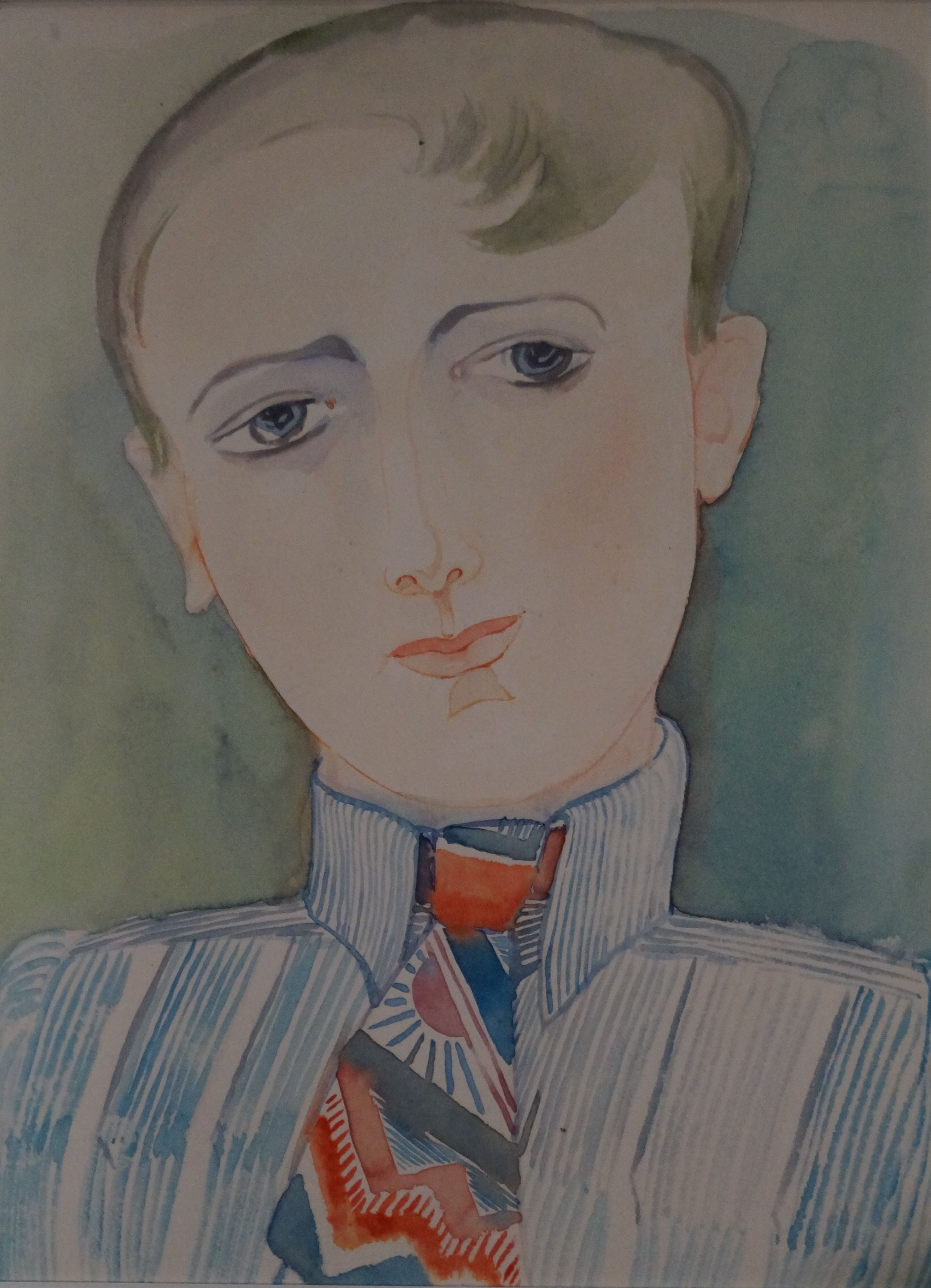
Ida Maly, Frau oder Mann mit Krawatte, zwischen 1928 und 1930
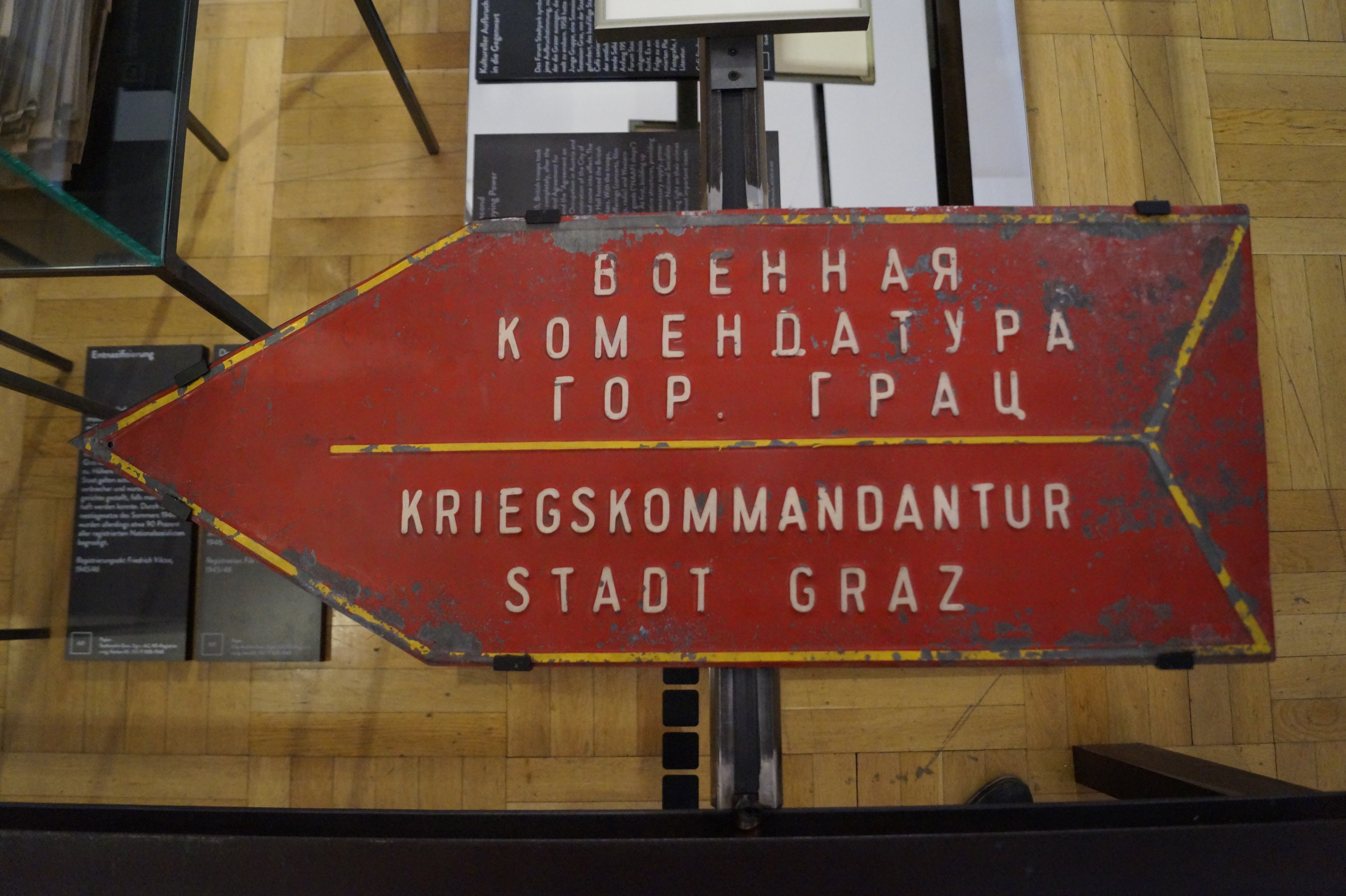
Wegweiser zur Grazer Kriegskommandantur
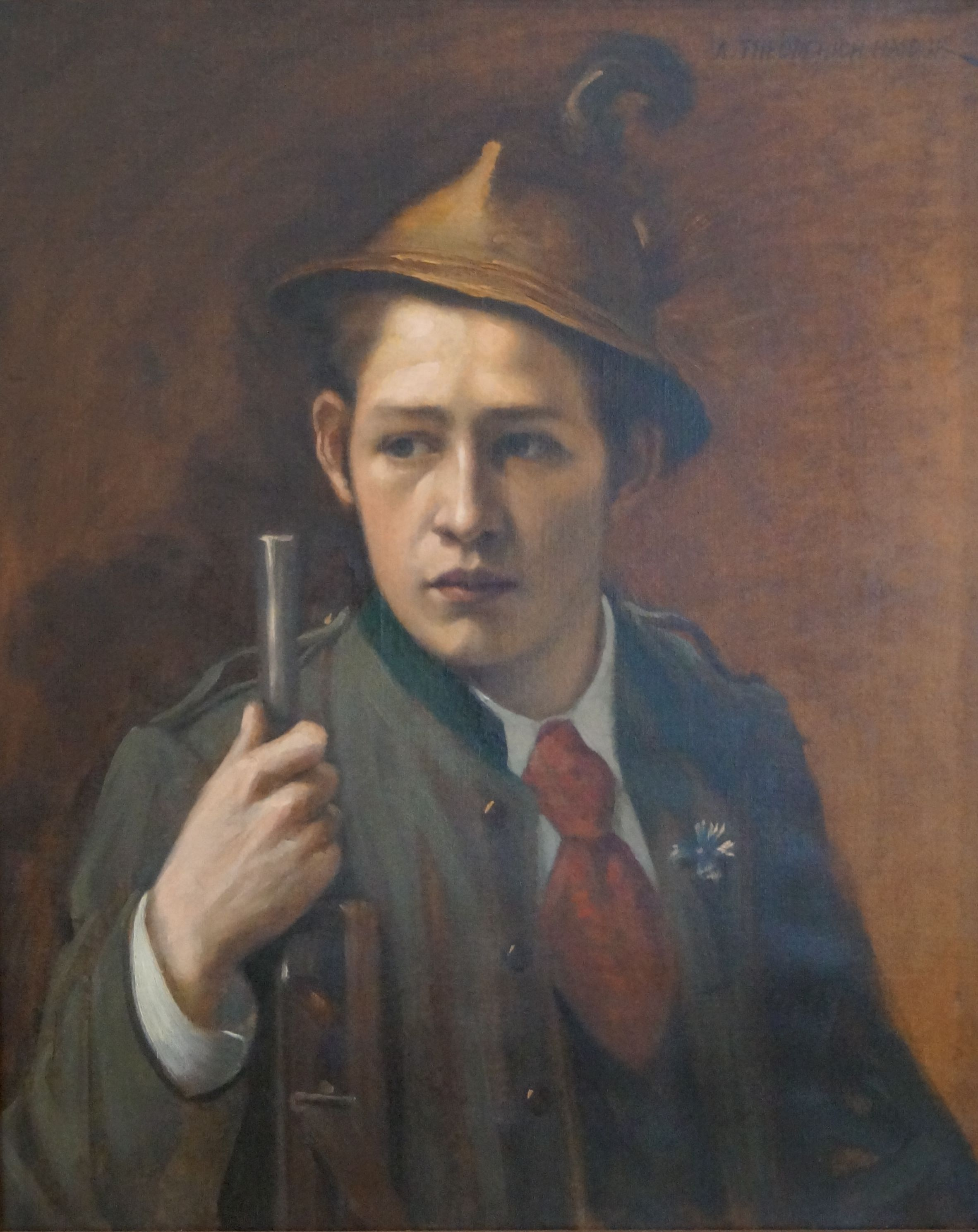
August Theoderich Haiduk – Portrait eines jungen Jägers (mit Spielhahnstoß oder Hahnenschwanz am Hut)
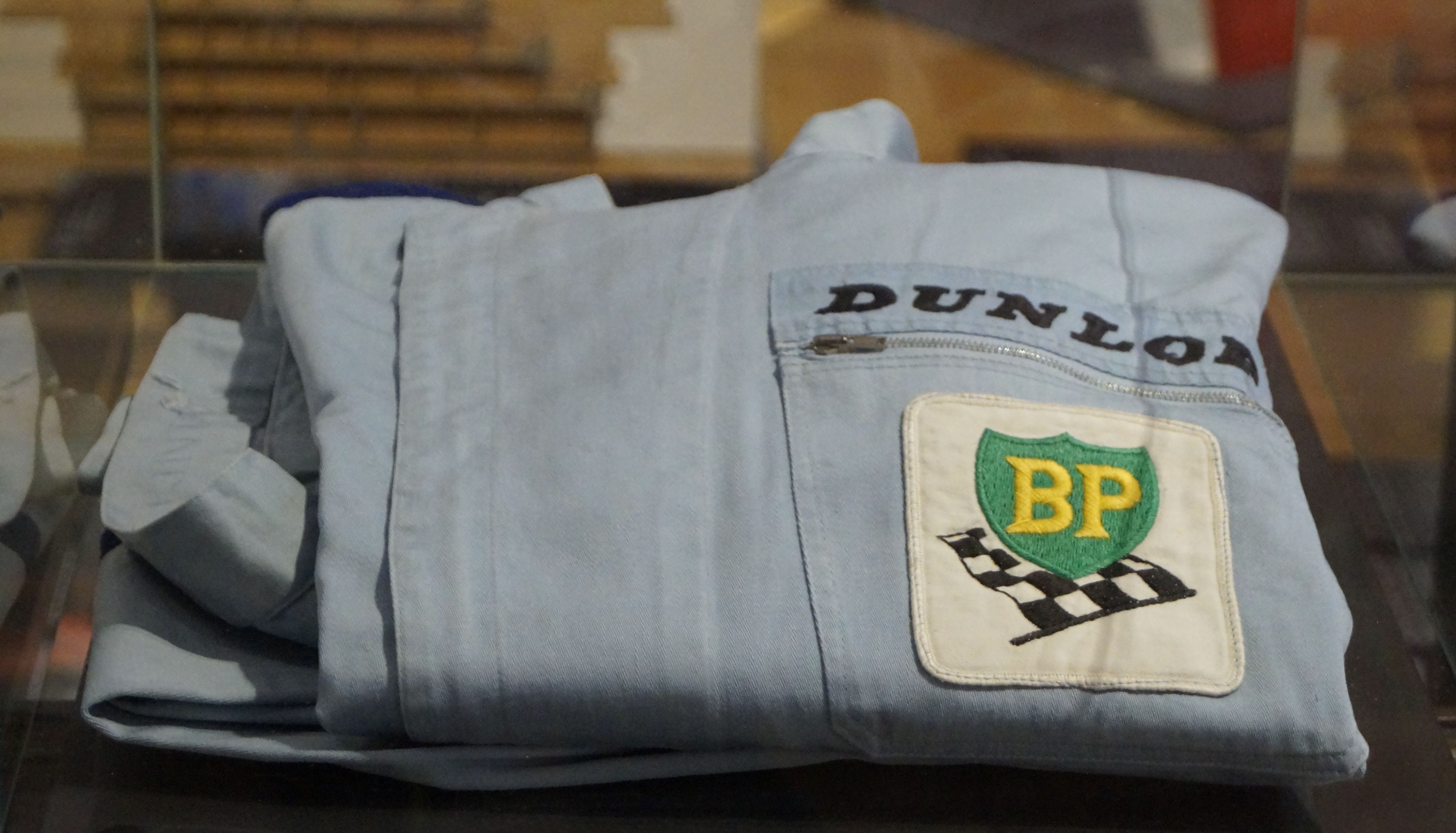
Overall von Jochen Rindt, 1966
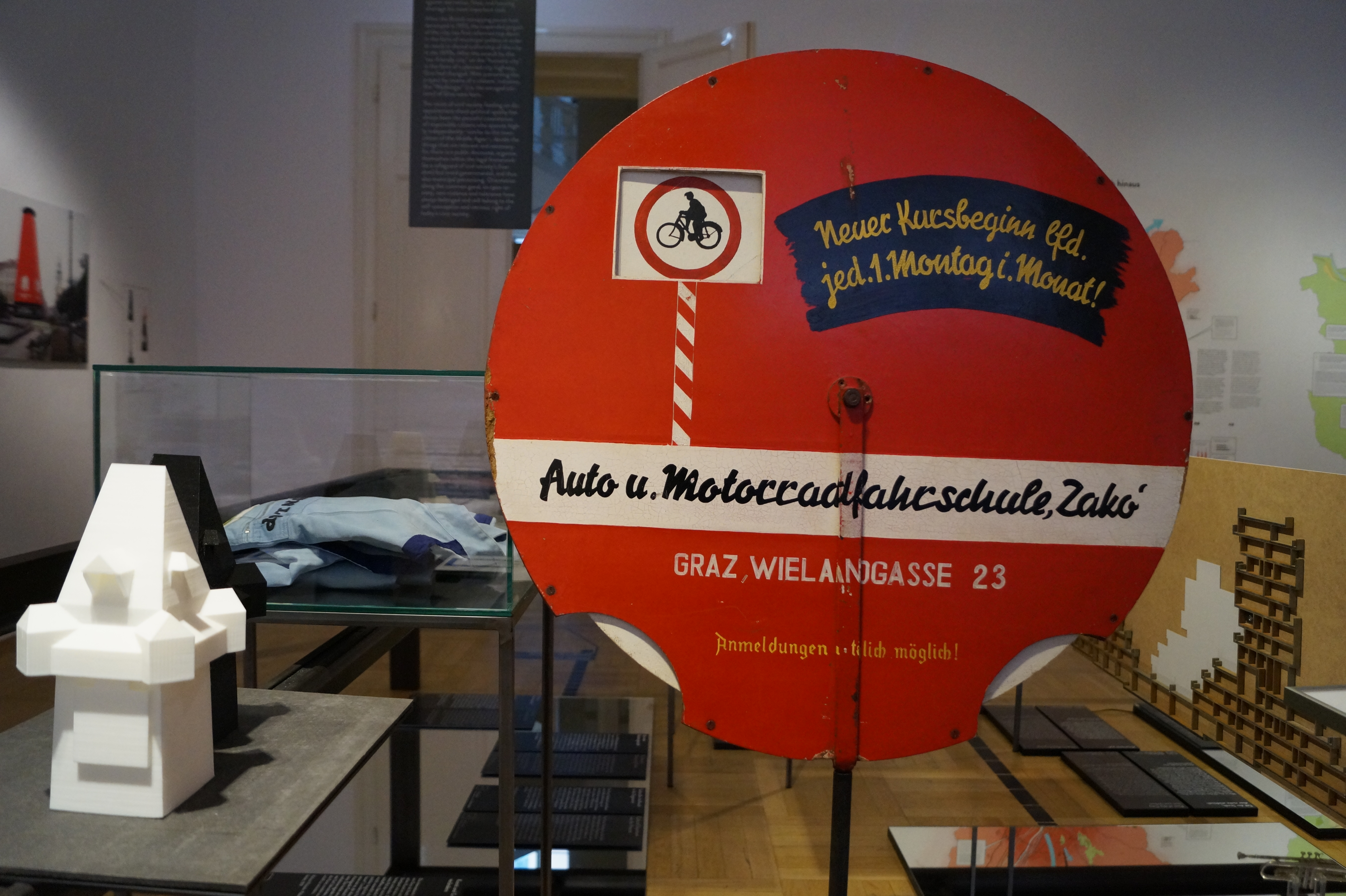
Auto u. Motorradfahrschule 'Zako'
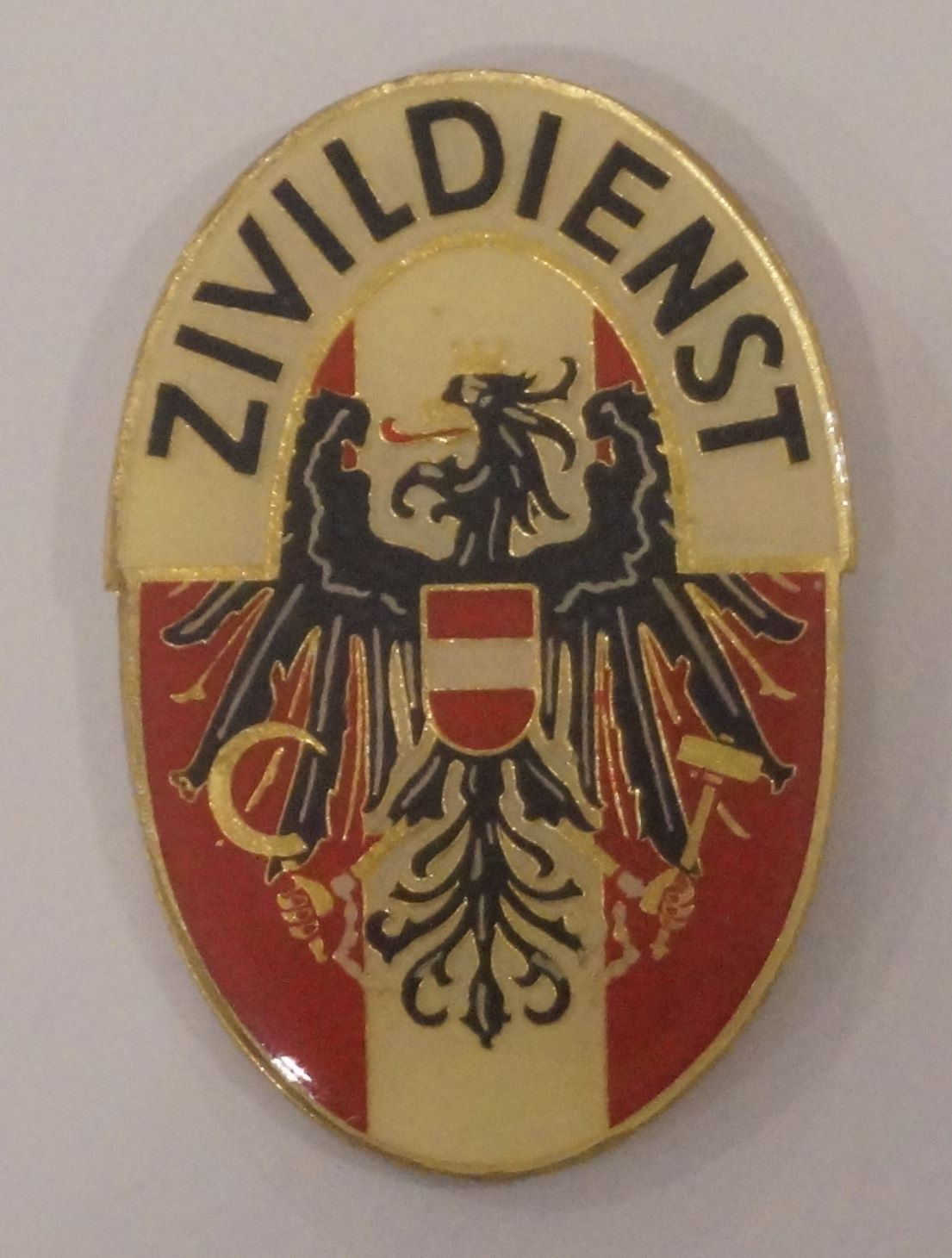
Zivildienst-Abzeichen mit der Nummer 1, 1975